# Арланк
Арланк (фр. Arlanc) — город и коммуна на юге центральной части Франции, в департаменте Пюи-де-Дом.
Население — 1941 жителей (2010).
Расположен в 13 км севернее г. Ла-Шез-Дье и в 16 км южнее г. Амбер. 

## Известные уроженцы и жители
- Бравар-Вериер, Пьер (1804—1861) — французский юрист, общественный деятель.